# Jemiołowo (jezioro)
Jemiołowo (niem. Mispel See) – jezioro w Polsce, w województwie warmińsko-mazurskim, w powiecie olsztyńskim, w gminie Olsztynek.

## Położenie i charakterystyka
Jezioro leży na Równinie Olsztynka, natomiast w regionalizacji przyrodniczo-leśnej – w mezoregionie Puszcz Mazurskich, w dorzeczu Jemiołówka–Pasłęka. Znajduje się przy południowej granicy Olsztynka. Przy jego południowych brzegach leży wieś Jemiołowo, a wschodnim brzegiem wiedzie linia kolejowa relacji Olsztyn–Warszawa.
Linia brzegowa zróżnicowana. Brzegi płaskie, gdzieniegdzie lekko wyniesione. W otoczeniu znajdują się łąki i pola. Ma charakter przepływowy – od południowego wschodu wpływa Jemiołówka i wypływa na północnym zachodzie.
Zbiornik wodny według typologii rybackiej jezior zalicza się do sandaczowych.
Jezioro leży na terenie obwodu rybackiego jeziora Jemiołowo w zlewni rzeki Pasłęka – nr 1.

## Morfometria
Według danych Instytutu Rybactwa Śródlądowego powierzchnia zwierciadła wody jeziora wynosi 48,7 ha. Średnia głębokość zbiornika wodnego to 2,8 m, a maksymalna – 6,0 m. Lustro wody znajduje się na wysokości 165,5 m n.p.m. Objętość jeziora wynosi 1380,1 tys. m³. Maksymalna długość jeziora to 1400 m, a szerokość 500 m. Długość linii brzegowej wynosi 3400 m.
Inne dane uzyskano natomiast poprzez planimetrię jeziora na mapach w skali 1:50 000 opracowanych w Państwowym Układzie Współrzędnych 1965, zgodnie z poziomem odniesienia Kronsztadt. Otrzymana w ten sposób powierzchnia zbiornika wodnego to 46,0 ha.